# 黄金大劫案
《黄金大劫案》是一部小马奔腾出品、宁浩执导的中国喜剧片，中国于2012年4月24日公映。

## 剧情简介
故事发生于1930年代满洲国时期的东北，主要讲述一个小混混在乱世中的成长史。
“小东北”是个依靠偷抢拐騙为生的小流氓，在金钱的驱使下，他阴错阳差地卷入进了一起劫金大案——与一个以抗日为理想的「救國會」成员一起合作，企图劫下运往金库的8吨黄金，以阻止日本人用这笔财富来购买意大利军火。

## 演员表
| 演員     | 角色       | 備註                                     |
| 雷佳音   | 小东北     | 出身贫寒的小混混                         |
| 程媛媛   | 顾茜茜     | 银行家顧憲明的女儿                       |
| 陶虹     | 芳蝶       | 满洲国第一影后，救國會人物               |
| 郭涛     | 疯爹       | 小东北的父亲，曾经是义和团成员，爱耍飞刀 |
| 山崎敬一 | 鸟山幸之助 | 日本军官大佐                             |
| 范伟     | 神父       | 教堂的神父                               |
| 黄渤     | 接头兄弟   | 救國會人物                               |
| 孙淳     | 白容慕     | 救國會人物                               |
| 刘桦     | 五哥       | 警察局长官                               |
| 岳小军   | 術老編     | 救國會人物                               |
| 付亨     | 廣角鄭     | 救國會人物                               |
| 王文     | 大導木     | 救國會人物                               |
| 李參天   | 製片武     | 救國會人物                               |
| 聶毛     | 茶水蕭     | 救國會人物                               |
| 杨新鸣   | 顧憲明     | 银行家                                   |
| 董立     | 金姐       |                                          |
| 北岡久貴 | 新佑衛門   | 日本军官中佐                             |
| 高島真一 | 醉酒士兵   | 日本军                                   |
| 波多江青 | 橫路司令   | 日本军官                                 |
| 寧浩     |            | 警察                                     |
| 趙星雨   |            | 賣花小女孩                               |
| 宋小寶   |            |                                          |
| 陈思勤   | 醉酒士兵   | 日本军                                   |

## 创作
2011年5月在上海松江影视基地开拍。陈思勤任美术设计，梁吉泳任动作指导。

## 评价
本片与宁浩之前的《疯狂的石头》和《疯狂的赛车》这两部喜剧作品相比，风格有很大转变，即本片除了有不少笑点外，还有以颂扬愛國思想、民族主义为出发的煽情桥段和泪点。

## 票房
中国大陆票房为1.54亿人民币。

## 获奖
第十一届长春电影节
- 最佳编剧：邢爱娜、何瑞睿、郑晓阳、岳小军、王红卫、阮世生
- 最佳男主角：雷佳音
- 最佳男配角：郭涛

## 同名电视剧
改编自宁浩同名电影，由小马奔腾出品、宁浩亲自任监制，钟澍佳执导，杜淳、马苏领衔主演的电视剧《黄金大劫案》于2013年10月杀青。於2019年7月25日在上视新闻综合频道首播